# BORS彈道計算機
BORS彈道計算機（BORS全寫： Barrett Optical Ranging System，意為：巴雷特光學測距系統）是一款由巴雷特槍械公司生產的集成式彈道计算机，以協助狙擊手和遠距離射手採取精確而且準確的射擊。該系統可以直接安裝到具有俯仰角調整手輪的步槍瞄準鏡。有了BORS的協助，射手可以快速地得知影響彈道的氣溫、氣壓、槍支傾斜度，以及需要上調或下調的瞄準角度。

## 設計及特色

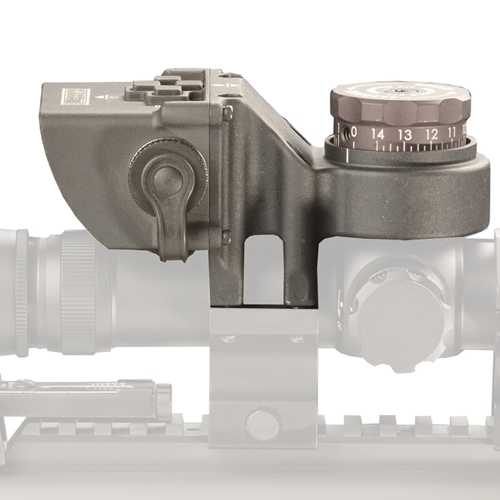
安裝在Leupold Mark 4 M1以上的BORS。

BORS是一台安裝在步槍瞄準鏡以上的綜合彈道计算机，主要為大於1,000公尺（1,093.61碼，3,280.84英尺）的狙擊任務而設計。射手在操作它的時候，只需要把彈藥型號輸入該系統，然後確定目標的距離並且調整瞄準角度等待BORS的液晶显示器上顯示確定即可。
考慮到會變化的因素，BORS裡內建的電腦能夠不斷更新，根據首發的射擊結果來對步槍瞄準鏡進行修正。生產商巴雷特指出，BORS能夠“即時負責對數據工作的處理需要，所以射手可以集中精力在將鉛彈射向目標的任務上。”它需要成千上萬的數據表及賬目中的一些實時性外部因素的資料，並將一顆子彈能擊中目標的精確碼數自動地給予射手。
由於BORS是直接安裝在步槍瞄準鏡並且與俯仰角調整手輪緊套著，電腦能夠與步槍瞄準鏡的俯仰角調整手輪互動。只需轉動俯仰角調整手輪，直至其液晶显示器顯示目標的距離。
該套件包括專有而預先編程的巴雷特彈道軟件連與巴雷特所選定的程式數據庫。它還包括一條連接電纜，可以讓使用者在他們的電腦編程自行定製的彈藥，並且直接傳輸至BORS。

## 使用
雖然BORS在設計上能夠承擔軍事行動，BORS也可向民間提供及銷售，包括目標射手和獵人使用。

## 參見

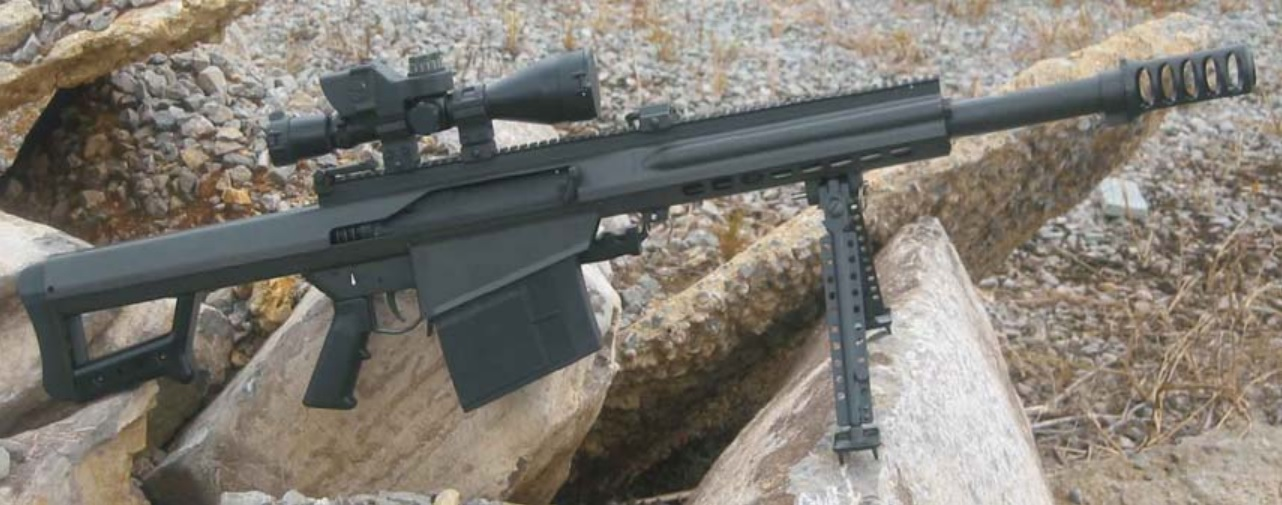
在巴雷特XM109的瞄準鏡上，裝有一台BORS彈道計算機

## 資料來源
1. 1 2 3 4 5 6 7 8 9 10 11 12  . Barrett Firearms Manufacturing.   [2 January 2013]. （原始内容存档于2013-01-10）.
2. ↑  原文：instantly takes care of the data work so the shooter can focus on the task of putting lead on target.

## 外部連結
- （英文）—Gunblast.com－Making Long Shots Easy: The Barrett Optical Ranging System（页面存档备份，存于）
- （英文）—Official Website
- （英文）—BORS User Manual
- （英文）—Tactical-Life.com—
  - FIRST-SHOT TACTICAL OPTICS（页面存档备份，存于）
  - Trajectory & Long Range Shooting（页面存档备份，存于）
- （英文）—YouTube上的Barrett BORS
- （简体中文）—《轻兵器》—巴雷特武器公司试验新型瞄具等（页面存档备份，存于）